# Piotr Dąbrowski (koszykarz)
Piotr Henryk Dąbrowski (ur. 11 listopada 1985) – polski koszykarz, występujący na pozycjach rzucającego obrońcy oraz niskiego skrzydłowego.
10 listopada 2017 został zawodnikiem Polpharmy Starogard Gdański.

## Osiągnięcia
Drużynowe
- Brązowy medalista mistrzostw Polski (2010)
- Zdobywca:
  - Pucharu Polski (2013)
  - Superpucharu Polski (2011, 2012)
- Awans do DBE z MTS Basketem Kwidzyn (2007)